# SIF Gruppen
SIF Gruppen A/S er en dansk elektriker- og installationsvirksomhed, der er grundlagt i 1918 som Skovshoved Installationsforretning. Virksomheden har i dag hovedkvarter i Søborg med ni afdelinger i Danmark. Deres arbejdsopgaver inkluderer elinstallation, sikringsløsninger, intelligente bygningsinstallationer, komfort og energistyring, vedvarende energiløsninger, AV løsninger, IP netværk og telefoni, fiberinstallationer og energioptimering. 
I 2024 var SIF Gruppens årsomsætning på 526 mio. kroner. I samme regnskabsår havde de ca. 500 ansatte i Danmark.

## Historie
Skovshoved Installationsforretning blev grundlagt i 1918 af installatør Peter Nielsen, der i 1904 efter endt uddannelse hos AEG og Union i Berlin, var blevet ansat ved NESA i forbindelse med opførelsen af Skovshoved værket - verdens første elværk, der leverede 220/380v vekselspænding. I 2007 skiftede virksomheden navn til SIF Gruppen A/S.